# Мимар Синан (квартал в Есенлер)
„Мимар Синан“ (на турски: Mimar Sinan) е квартал на Истанбул, разположен в околия Есенлер. Според данни на Адресната система за регистриране на населението (ABPRS) към 2023 г. населението на „Мимар Синан“ е 13 216 жители.